# Mateusz Lis
Pour les articles homonymes, voir Lis.
Mateusz Lis, né le 27 février 1997 à Żary, est un footballeur polonais, évoluant au poste de gardien de but à Göztepe SK, en prêt de Southampton FC.

## Biographie

### En club
Lors de la saison 2018-2019, il dispute 35 matchs en première division polonaise avec le club du Wisła Cracovie.

### En sélection
Avec les espoirs, il participe au championnat d'Europe espoirs en 2019. Lors de cette compétition organisée en Italie, il officie comme gardien remplaçant et ne joue aucun match.